# 190
Cette page concerne l'année 190  du calendrier julien. Pour l'année 190 av. J.-C., voir 190 av. J.-C. Pour le nombre 190, voir 190 (nombre).
L'année 190 est une année commune qui commence un jeudi.

## Événements
- 1er janvier, Empire romain : début de consulat de Commode et de Marcus Petronius Sura Septimianus ; après sa démission l'empereur nomme vingt-cinq consuls dans l'année, fait sans précédent, principalement parce que Cléandre a mis le titre aux enchères[1].
- 1er mai, Chine : Dong Zhuo incendie Luoyang et installe sa résidence à Chang'an d’où il pratique une dictature, sous le couvert du règne de Xiandi, dernier empereur des Han[2].
- Printemps : disette à Rome[3]. Le préfet de l'annone Papirius Dionysius, chargé de l'approvisionnement en céréales, parvient à l'amplifier et à en faire endosser la responsabilité à Cléandre. Avant la fin du mois de juin[3] la foule manifeste contre Cléandre à l'occasion d'une course de chevaux dans le Circus Maximus. Celui-ci envoie la garde prétorienne pour réprimer le mouvement, mais Pertinax, le préfet de Rome, lui oppose les vigiles urbains. Cléandre se réfugie sous la protection de Commode. La foule réclame sa tête, et à la demande de sa maîtresse Marcia, l'empereur fait décapiter Cléandre[1].

## Naissances en 190
- Ding Feng, général chinois.
- Ma Su, stratège militaire du Shu.

## Décès en 190
- Lucien de Samosate, rhéteur et conférencier, en Mésopotamie (v.125-v.190).
- Alciphron d’Athènes, écrivain grec (né v.125).
- Athénagoras d'Athènes, apologiste et philosophe chrétien grec.
- Han Shaodi, ancien empereur de chine rabaissé au rang de Prince de Hongnong